# Blue Moon (album de Ahmad Jamal)
Pour les articles homonymes, voir Blue Moon.
Albums de Ahmad Jamal
A Quiet Time
(2010)
Blue Moon  est un album du pianiste de jazz Ahmad Jamal paru en 2012.

## Titres
1. Autumn Rain (7:37) Ahmad Jamal
2. Blue Moon (9:55) Lorenzo Hart, Richard Rogers
3. Gypsy (5:13) Billy Reid
4. Invitation (13:13) Bronislau Kaper
5. I Remember Italy (13:07) Ahmad Jamal
6. Laura (6:29) Johnny Mercer, David Raksin
7. Morning Mist (8:19) Ahmad Jamal
8. This Is The Life (7:08) Lee Adams, Charles Strouse
9. Woody'n You (4:56) Dizzy Gillespie

## Musiciens
- Ahmad Jamal - piano
- Reginald Veal - contrebasse
- Herlin Riley - batterie
- Manolo Badrena - percussions

Avant cet enregistrement, Herlin Riley avait joué avec Ahmad Jamal de 1984 à 1987. Herlin Riley et Reginald Veal ont joué ensemble dans le groupe de Ellis Marsalis Jr. Le percussionniste Manolo Badrena a fait partie du groupe Weather Report.